# 二重特異性T細胞誘導抗体

BiTE抗体の構造：VHは重鎖可変領域、VLは軽鎖可変領域。異なる特異性は異なる色と形で示されている。矢印はN末端からC末端を指す。

二重特異性T細胞誘導抗体（Bi-specific T-cell engaging antibody、BiTE antibody) は、抗がん剤としての利用が検討されている人工的な二重特異性モノクローナル抗体の一種である。BiTE抗体は、宿主の免疫システム、特にT細胞の細胞傷害活性を、がん細胞に対して誘導する。
BiTEは、約55キロダルトンの単一のペプチド鎖上に、異なる抗体の2つの単鎖可変断片（scFv）、すなわち4つの異なる遺伝子のアミノ酸配列が結合した融合タンパク質である。一方のscFvはCD3受容体を介してT細胞に結合し、もう一方のscFvは腫瘍特異的分子を介して腫瘍細胞に結合する。

## 作用機序

T細胞と腫瘍細胞を繋ぐBiTE抗体

他の二重特異性抗体と同様に、また通常のモノクローナル抗体とは異なり、BiTE抗体はT細胞と腫瘍細胞の間にリンクを形成する。これによりT細胞は、MHC Iや共刺激分子の存在とは無関係に、パーフォリンやグランザイムなどのタンパク質を産生することで、腫瘍細胞に対して細胞傷害活性を発揮する。これらのタンパク質は、腫瘍細胞に入り込み、細胞のアポトーシスを開始する。
この作用は、T細胞が腫瘍細胞を攻撃する際に観察される生理学的プロセスを模倣している。

## BiTE抗体の臨床評価
いくつかのBiTEについて、その治療効果と安全性を評価するための前臨床試験や臨床試験が行われている。

### ブリナツモマブ
ブリナツモマブは、B細胞表面のCD19受容体とT細胞を結びつける。米国食品医薬品局（FDA）および欧州医薬品庁（EMA）は、フィラデルフィア染色体陰性の再発または難治性の急性リンパ性白血病の成人患者を対象に本治療法を承認した。

### ソリトマブ
ソリトマブは、大腸癌、胃癌、前立腺癌、卵巣癌、肺癌、膵癌などで発現するEpCAM抗原とT細胞を結び付ける。

## 研究開発
同じ技術を利用して、悪性黒色腫（MCSP特異的BiTE抗体）や急性骨髄性白血病（CD33特異的BiTE抗体）を標的とすることができ、この分野の研究は現在進行中である。また、新しい抗がん剤治療の可能性として、トラスツズマブ（HER2/neuを標的とする）、セツキシマブ、パニツムマブ（いずれもEGF受容体を標的とする）など、現在使用されている従来型の抗体の一部をBiTEアプローチで再構築することが挙げられる。また、CD66eやEphA2に対するBiTE抗体も開発中である。

## 参考資料
1. ↑  “ライフサイエンス辞書: 二重特異性T細胞誘導抗体”. lsd-project.jp. 2021年8月10日閲覧。
2. 1 2  Helwick, Caroline (1 June 2008). “Novel BiTE antibody mediates contact between T cells and cancer cells”. Oncology NEWS International 17 (6).
3. ↑  Rüttinger, D.; Zugmaier, G.; Nagorsen, D.; Reinhardt, C.; Baeuerle, P. A. (2008). “BiTE-Antikörper: Durch Bispezifität T-Lymphozyten gegen Tumorzellen richten [BiTE antibodies: Directing T lymphocytes against tumor cells by bispecifity]” (ドイツ語). Journal Onkologie (4).
4. ↑  Voynov, V; Adam, PJ (2020). “Discovery Strategies to Maximize the Clinical Potential of T-Cell Engaging Antibodies for the Treatment of Solid Tumors”. Antibodies (Basel) 9 (4):  E65–E81. doi:10.3390/antib9040065. PMID 33217946.
5. ↑  Malard, Florent; Mohty, Mohamad (4 April 2020). “Acute lymphoblastic leukaemia”. The Lancet 395 (10230):  1146–1162. doi:10.1016/s0140-6736(19)33018-1. ISSN 0140-6736. PMID 32247396.
6. ↑  Amann, M.; d'Argouges, S.; Lorenczewski, G.; Brischwein, K.; Kischel, R.; Lutterbuese, R.; Mangold, S.; Rau, D. et al. (2009). “Antitumor Activity of an EpCAM/CD3-bispecific BiTE Antibody During Long-term Treatment of Mice in the Absence of T-cell Anergy and Sustained Cytokine Release”. Journal of Immunotherapy 32 (5):  452–464. doi:10.1097/CJI.0b013e3181a1c097. PMID 19609237.
7. ↑  Kebenko, Maxim; Goebeler, Marie-Elisabeth; Wolf, Martin; Hasenburg, Annette; Seggewiss-Bernhardt, Ruth; Ritter, Barbara; Rautenberg, Beate; Atanackovic, Djordje et al. (2018). “A multicenter phase 1 study of solitomab (MT110, AMG 110), a bispecific EpCAM/CD3 T-cell engager (BiTE®) antibody construct, in patients with refractory solid tumors”. Oncoimmunology 7 (8):  e1450710. doi:10.1080/2162402X.2018.1450710. ISSN 2162-4011. PMC 6136859. PMID 30221040.
8. ↑  Kischel, R (2008). “Characterization in primates of MCSP- and CD33-specific human BiTE antibodies for treatment of Melanoma and AML”. Proc Am Assoc Cancer Res 99:  Abs 2404.  オリジナルの2011-07-19時点におけるアーカイブ。.
9. ↑  Lutterbuese, R (2008). “Conversion of cetuximab, panitumumab, trastuzumab and omalizumab into T-cell-engaging BiTE antibodies creates novel drug candidates of high potency”. Proc Am Assoc Cancer Res 99:  Abs 2402.  オリジナルの2011-07-19時点におけるアーカイブ。.
10. ↑  Baeuerle, PA; Reinhardt, C (2009). “Bispecific T-cell engaging antibodies for cancer therapy.”. Cancer Research 69 (12):  4941–4. doi:10.1158/0008-5472.CAN-09-0547. PMID 19509221.

## 関連文献
- Kufer, P; Lutterbüse, R; Baeuerle, PA (2004). “A revival of bispecific antibodies”. Trends in Biotechnology 22 (5):  238–44. doi:10.1016/j.tibtech.2004.03.006. PMID 15109810.